# 小點裸胸鯙
小點裸胸鱔，又稱小點裸胸鯙，為輻鰭魚綱鰻鱺目鯙亞目鯙科的其中一種，分布於中西太平洋的巴布亞紐幾內亞海域，體長可達26公分，為底棲性魚類，屬肉食性，生活習性不明。

## 擴展閱讀
維基物種上的相關：小點裸胸鱔